# Siobhan Leachman
Siobhan Leachman é uma cientista cidadã da Nova Zelândia, defensora do conhecimento aberto e wikipedista. Seu trabalho concentra-se em história natural.
Leachman é uma advogada por formação e se autodescreve como "uma mãe de dois filhos que fica em casa". Entediada depois que seus filhos começaram a frequentar o jardim de infância, ela começou seu trabalho voluntário em atividades de documentação, contribuindo com a Biblioteca do Patrimônio da Biodiversidade, Zooniverse, o Museu Australiano e o Herbário Virtual da Nova Zelândia.
Em 2014, incentivada pelo Smithsonian Transcription Center, ela começou a atuar na Wikipédia ; seu primeiro artigo, sobre a colecionadora Charlotte Cortlandt Ellis, foi rapidamente marcado para eliminação. Ela passava pelo menos duas horas por dia na Wikipédia, Wikimedia Commons, Wikidata, e iNaturalist, e organizou vários eventos voluntários com o wikipedista Mike Dickison . Seu trabalho na Wikipédia se concentrou em mulheres na ciência, colecionadores científicos negligenciados e mariposas endêmicas da Nova Zelândia. Inspirada por Ahi Pepe Mothnet, ela participa de um projeto para criar artigos sobre as 1.800 espécies de mariposas endêmicas da Nova Zelândia baseia-se em imagens com licença aberta do iNaturalist, do Museu de Auckland e da Coleção de Artrópodes da Nova Zelândia . Ela tem sido uma defensora de licenças abertas para coleções digitais de museus e instituições culturais. Ela também trabalhou na criação de entradas Wikidata e artigos Wikipedia para mulheres ilustradoras científicas na coleção da Biodiversity Heritage Library.

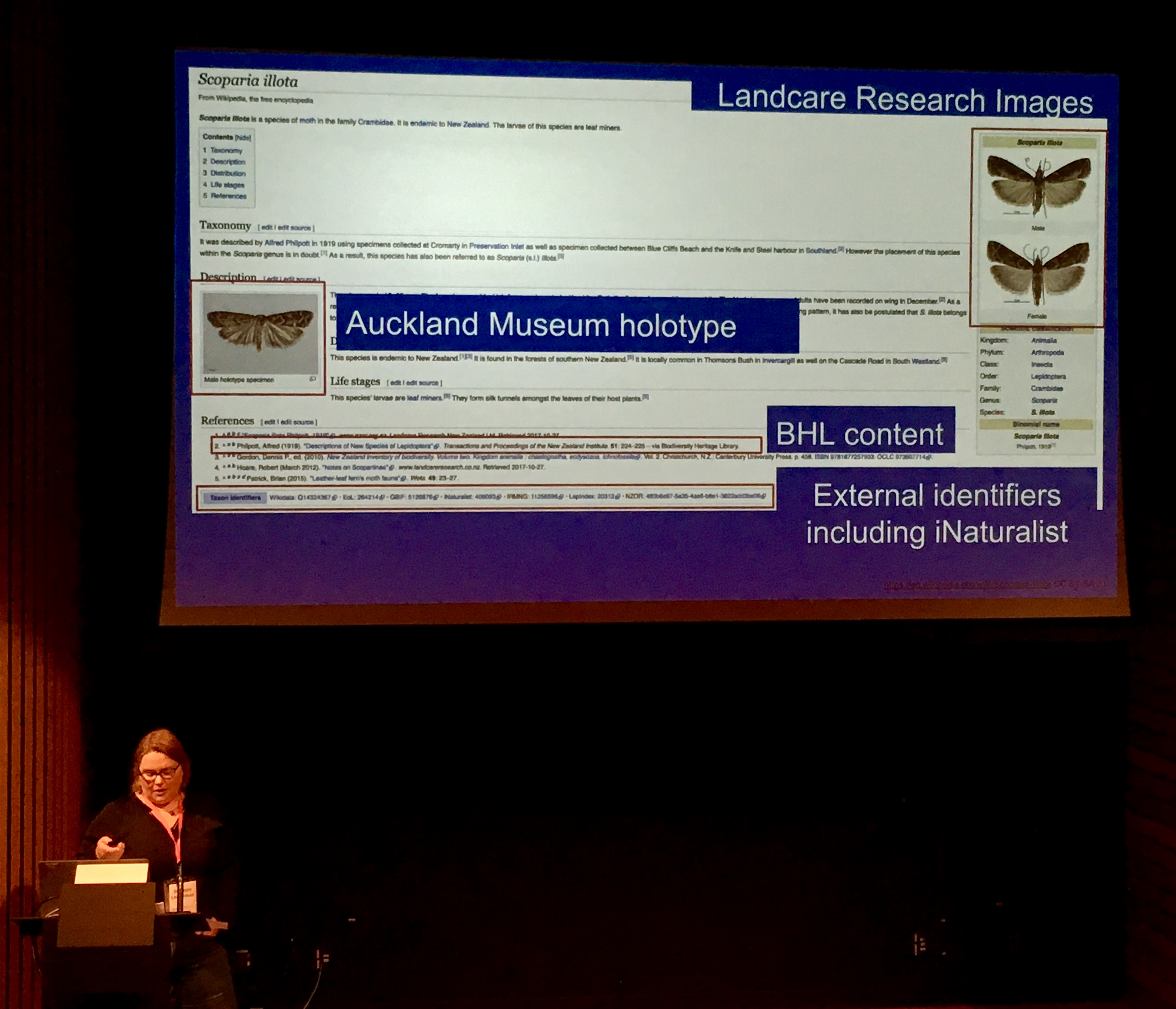
Leachman, apresentando seu projeto para descrever as mariposas endêmicas da Nova Zelândia no WikiCite 2018

Leachman apresentou em VALA, no Fórum Digital Nacional da Nova Zelândia e na WikiDataCon.
Em 2019 , o Auckland Museum reconheceu Leachman como uma Companion do Auckland War Memorial Museum por conta de seu trabalho com suas imagens de coleção digital com licença aberta.
Em 2023, Leachman recebeu o prêmio Wikimedia Laureate .